# موسيقى القرن العشرين

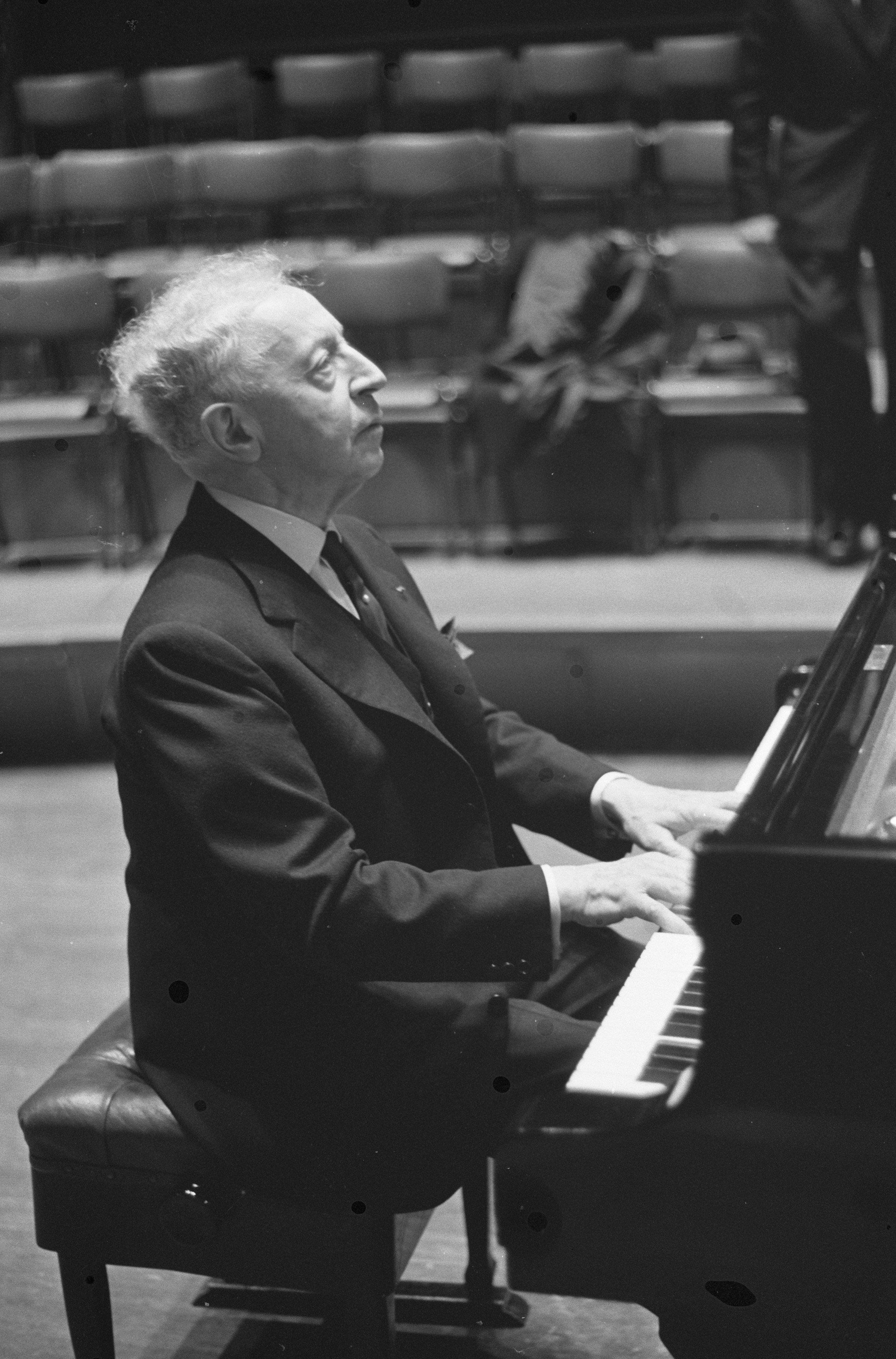

خلال القرن العشرین كانت هناك زیادة هائلة في تنوع الموسیقا التي يمكن للناس الوصول إلیها. قبل اختراع أقراص الفونوغراف في الأسواق الكبرى (طوِّر في عام 1892) والبث الإذاعي (جرى القیام به تجارياً في البداية ما بین 1919-1920 تقریباً)، استمع الناس أساسًا إلى الموسیقا في الحفلات الموسیقیة الكلاسیكیة الحیّة/المباشرة أو عروض المسرح الموسیقیة، والتي كانت باهظة الثمن بالنسبة للعديد من الناس ذوي الدخل المنخفض؛ على مشغلات الفونوغراف البدائية (تقنیة اختُرعت عام 1877 ولم تُسوَّق على نطاق واسع حتى منتصف  القرن العشرين)؛ أو تأدية الأفراد للموسیقا أو غناء الأغاني على أساس الهواية في المنزل، وذلك باستخدام القطع الموسیقية، الأمر الذي یتطلب القدرة على الغناء والعزف وقراءة الموسیقا. كانت هذه المهارات تقتصر بشكل أو بآخر على أفراد الطبقة الوسطى والطبقة العلیا. من خلال توافر أقراص الفونوغراف والبث الإذاعي في الأسواق، یمكن للمستمعین شراء التسجیلات أو الاستماع عن طريق الرادیو إلى التسجیلات أو البث المباشر لمجموعة متنوعة ضخمة من الأغاني والمقطوعات الموسیقیة من جمیع أنحاء العالم. وقد مكّن ذلك مجموعة أوسع من الناس من الاستماع إلى عروض سيمفونيات الموسيقا الكلاسیكیة والأوبرا التي لن یتمكنوا من سماعها حيّة/مباشرة، إما بسبب عدم قدرتهم على شراء تذاكر الحفل المباشر أو لأن هذه الموسیقا لم تُنفَّذ في منطقتهم. 
كان التسجیل الصوتي أیضًا مؤثراً كبیراً على تطویر أنواع الموسیقا الشائعة، لأنه جعل تسجیلات الأغاني والفرق الموسيقية موزّعة على نطاق واسع وبشكل غير مكلف في جمیع أنحاء البلاد أو حتى، لبعض الفنانین، في جمیع أنحاء العالم. تطویر إنتاج غیر مكلف نسبیًا للموسیقا عبر مجموعة متتالیة من التنسیقات بما في ذلك سجلات الفینیل (الفونوغراف) والأشرطة المدمجة والأقراص المدمجة (التي طُرحت عام 1983)، وبحلول منتصف التسعینیات من القرن الماضي، تسجیلات الصوت الرقمیة ونقل أو بث تسجیلات صوتیة لعروض الموسیقا على الإذاعة أو تسجیلات الفیدیو أو العروض الحیة على شاشات التلفزیون، وبحلول التسعینیات من القرن الماضي، منحت التسجیلات الصوتیة والمرئیة عبر الإنترنت، باستخدام تبادل الملفات من التسجیلات الصوتیة الرقمیة، للأفراد من مجموعة واسعة من مختلف الطبقات الاجتماعیة والاقتصادیة وصولاً إلى مجموعة متنوعة من عروض الموسیقا عالیة الجودة لفنانین من جمیع أنحاء العالم. كان لإدخال التسجیل متعدد المسالك/المسارات في عام 1955 واستخدام المزج تأثیر كبیر على موسیقا البوب والروك، لأنه مكّن منتجي التسجیلات من مزج وتجاوز العدید من طبقات المسارات الموسیقیة والأصوات، مما يخلق أصوات جدیدة لن يكون ممكناً وجودها في البث المباشر. أدى تطویر تقنیات تسجیل الصوت وهندسة الصوت والقدرة على تحریر هذه التسجیلات إلى ظهور أنواع فرعیة جدیدة من الموسیقا الكلاسیكیة، بما في ذلك مدارس الموسيقا الملموسة/الكونكريت (Musique concrete 1949) ومدارس الأكوزماتك (acousmatic 1955) للتأليف/التركيب الإلكتروني. في السبعینیات من القرن العشرین، بدأ موسیقیو الهیب هوب من أصل أفریقي یستخدمون أسطوانة تسجيل الموسيقا كآلة موسیقیة، وخلقوا تأثیرات «تشوش» إیقاعیة وعنیفة عن طریق التلاعب بقرص فينيل على القرص الدوار.
في عهد بيتهوفن وفيلكس مندلسون في القرن التاسع عشر، كانت الأوركسترا تتألف من مجموعة معيارية إلى حد ما من الأدوات التي نادراً ما كانت تُعدّل. ومع تقدم الزمن، وبينما شهد العصر الرومانسي تغييرات في التعديل المقبول مع ملحنين مثل بيرليوز وماهلر، رأى القرن العشرين أنه من الممكن للمؤلف أن يختار الآلات بيده/بنفسه. وقد أستخدم السكسفون في بعض فرق الأوركسترا في القرن العشرين مثل السيمفونيات رقم 6 و9 لفوغان ويليامز ووليمة بيلشازار لويليام والتون، والعديد من الأعمال الأخرى بوصفه عنصراً في فرقة الأوركسترا. وتضم أوركسترا القرن العشرين عموماً قسماً للآلات الوترية، وآلات النفخ الخشبية، وآلات النفخ النحاسية، والآلات الايقاعية، والبيانو، والسيليست، والقيثارة، وغيرها من الأدوات التي تُدخَل حسب المناسبة، مثل الإيتار الكهربائي والبيس (مصحح الذبذبات) الكهربائي.
شهد القرن العشرين ابتكارات هائلة في الأنماط الموسيقية. اكتشف الملحنون ومؤلفو الأغاني أشكالاً وأصواتاً جديدة تتحدى قواعد الموسيقا المقبولة في الفترات السابقة، مثل استخدام الأوتار الموسعة والأوتار المعدلة في فترة أربعينيات القرن الماضي في موسيقا جاز البيبوب. وقد سمح تطور أجهزة الإيتار القوية ذات الصوت العالي ونظم تقوية الصوت في الستينيات والسبعينيات للفرق الموسيقية بإقامة حفلات كبيرة حیث كان بإمكان حتى أصحاب التذاكر الأقل تكلفة سماع العرض. جرّب الملحنون ومؤلفو الأغاني أنماطاً موسيقية جديدة، مثل الاندماج النوعي (مثال على ذلك اندماج موسيقا الجاز والروك في أواخر الستينيات لإنشاء الجاز المدمج). واستخدم الملحنون والموسيقيون آلات وأجهزة موسيقية كهربائية وإلكترونية ورقمية جديدة. وفي الثمانينيات من القرن الماضي، أُنشئت بعض أنماط الموسيقا، مثل أنواع موسيقا الرقص الإلكتروني مثل موسيقا الهاوس، إلى حد كبير باستخدام أجهزة السِنثسَيزر والطبول. وقد سمحت وسائل النقل الأسرع مثل رحلات الطائرات للموسيقيين والمعجبين بالسفر على نطاق أوسع لتقديم العروض أو الاستماع إليها، مما زاد من انتشار الأساليب الموسيقية.

## الكلاسيكية

### الموسيقا الحداثية
في أوائل القرن العشرين، استمر العديد من الملحنين، بمن فيهم راتشمانينوف، ريتشارد ستراوس، جياكومو بوتشيني، وإدوارد إلغار، في العمل بأشكال وبلغة موسيقية مشتقة من القرن التاسع عشر. غير أن الحداثة في الموسيقا أصبحت بارزة ومهمة بشكل متزايد؛ وكان من بين أهم المحدثين ألكسندر سكريباين، وكلود ديبوسي، والملحنين من بعد ريتشارد فاغنر مثل غوستاف ماهلر وريتشارد ستراوس، الذي جرب التكوين والنغمات والأركسة. وكان بوسوني وسترافينسكي وشورنبرغ وشريكر قد تمت معرفتهم قبل عام 1914 كمحدثين، وأدرج إيفيس أيضا في هذه الفئة بأثر رجعي من أجل تحدياته لاستخدامات النغمات. أما الملحنون، مثل رافيل وملهود وجرشوين، فقد جمعوا بين التعابير الكلاسيكية والجاز.

### القومية/الوطنية
ظهرت القومية الحديثة والرومانسية المتأخرة في الموسيقا البريطانية والأميركية واللاتينية في أوائل القرن العشرين. وقد أستخدم ملحنون مثل رالف فوغان ويليامز وآرون كوبلاند وألبرتو جينستيرا وكارلوس شافيز وسيلفستر ريفولتاس وهيتور فيلا-لوبوس مواضيع شعبية جمعوها بأنفسهم أو من غيرهم في العديد من مؤلفاتهم الرئيسية.

### الموسيقا الميكرونية
في العقود الأولى من القرن العشرين، حوّل الملحنون مثل جوليان كاريو، وميلدريد كوبر، والويس هابا، وتشارلز إيفيس، وإروين شولوف، وإيفان فيشنيغرادسكي انتباههم إلى نغمات ربعية (24 فترة فاصلة لكل أوكتاف)، وغيرها من الانقسامات الدقيقة. وفي منتصف القرن، قام ملحنون مثل هاري بارتش وبن جونستون باكتشاف الترنيم. وفي النصف الثاني من القرن، كان من بين الملحنين البارزين الذين يوظفون الميكروتونيا إيسلي بلاكوود، الابن، ويندي كارلوس، وأدريان فوكر، وتيري رايلي، وإزرا سيمز، وكارلهاينز ستوكهاوزن، ولا مونتي يونج، وإيانيس زيناكيس. 

### الكلاسيكية الجديدة
وكان الاتجاه السائد في الموسيقا المؤلفة بين عام 1923 إلى 1950 هو الكلاسيكية الجديدة، وهو رد فعل على المغالاة في الإيماءات والتشكيلات التي كانت سائدة في أواخر الرومانسية الأمر الذي أنعش الأشكال المتوازنة والعمليات الموضوعية الملموسة بوضوح للأنماط السابقة. وكان هناك ثلاث «مدارس» متميزة من الكلاسيكية الجديدة، مرتبطة ب إيجور سترافينسكي، وبول هينديميث وأرنولد شوينبرغ. ويندرج عموماً تعاطف مماثل في النصف الثاني من القرن تحت عنوان «ما بعد الحداثة»

### الموسيقا التجريبية
ظهر تقليد تجميعي/تركيبي في منتصف القرن العشرين -لا سيما في أمريكا الشمالية- يسمى «الموسيقا التجريبية». وكان أشهر مؤسسيه وأكثرهم تأثيراً جون كيج (1912–1992). ووفقاً لكيج، (إن العمل التجريبي هو أحد المخرجات التي لم يُتنبَّأ بها)، وكان مهتماً على وجه التحديد بإنجاز أعمال قدّمت إنجازاً لا يمكن التنبؤ به. وكان من بين الملحنين الذين أثروا على جون كيج، إيريك ساتيه (1866-1925)، وأرنولد شوينبرغ (1874-1951)، وهنري ديكسون كوويل (1897-1965).

### موسيقا الحد الأدنى
وقد بدأت في أواخر الخمسينات موسيقا الحد الأدنى، التي تتضمن تبسيط المواد وتكرار الدوافع بشكل مكثف مع الملحنين تيري رايلي وستيف رايخ وفيليب غلاس. وفي وقت لاحق، جرى تكييف موسيقا الحد الأدنى لتصبح سيمفونية تقليدية أكثر من قبل الملحنين رايخ، وغلاس، وجون آدامز. وقد عُزفت موسيقا الحد الأدنى بكثافة على مدى النصف الأخير من القرن الماضي، واستمرت إلى القرن الحادي والعشرين، بالإضافة إلى الملحنين من أمثال آرفو بارت وهينريك غوسكي وجون تافينر الذين يعملون في إطار الحد الأدنى المقدس. 

## الموسيقا الكلاسيكية المعاصرة
يمكن فهم الموسيقا الكلاسيكية المعاصرة باعتبارها تنتمي إلى الفترة التي بدأت في منتصف السبعينيات إلى أوائل التسعينيات من القرن العشرين، والتي تشمل الموسيقا الحداثية، وما بعد الحداثية، والرومانسية الحديثة، والتعددية. ومع ذلك، يمكن أيضاً استخدام المصطلح بمعنى أوسع للإشارة إلى جميع الأشكال الموسيقية لما بعد عام 1945.